# Jaume Sureda
Sureda  Morey est un nom espagnol. Le premier nom de famille, en général paternel, est Sureda ; le second, en général maternel, souvent omis, est Morey.
Jaume Sureda Morey (né le 25 juillet 1996, à Son Servera sur l'île de Majorque) est un coureur cycliste espagnol, professionnel entre 2019 et janvier 2021.

## Biographie

### Carrière amateur
Jaume Sureda commence le cyclisme au Club Bicicletes Sancho, sur ses terres natales de Son Servera.
En catégorie cadets (moins de 17 ans), il devient champion des îles Baléares et termine cinquième d'un championnat d'Espagne. Il intègre ensuite le club Castillo de Onda en 2013 pour ses débuts juniors (moins de 19 ans). Dans le même temps, il décide de stopper le judo, qu'il pratique en parallèle depuis l'âge de quatre ans, pour se consacrer exclusivement au vélo. Rapidement, il devient l'un des meilleurs cyclistes des îles Baléares,.
Lors de la saison 2014, il se distingue en remportant deux épreuves ainsi que le classement final de la Coupe d'Espagne juniors. La même année, il est sélectionné en équipe nationale pour des manches de la Coupe des Nations Juniors. Il participe ainsi à Paris-Roubaix juniors, où il est le seul cycliste espagnol à rallier les délais, à la 19e place. Au mois de septembre, il prend part aux championnats du monde juniors de Ponferrada, où il abandonne.
En 2015, il rejoint le club basque Seguros Bilbao au Pays basque, pour son passage chez les espoirs (moins de 23 ans). Décrit comme un coureur plutôt complet, il s'illustre au printemps 2016 en terminant troisième et premier coureur espoir de la Coupe d'Espagne. Il court ensuite pendant deux saisons dans la réserve de Caja Rural-Seguros RGA, où il obtient de nombreuses victoires chez les amateurs.

### Carrière professionnelle
Il passe finalement professionnel en 2019 au sein de la formation Burgos BH . Il commence sa saison au mois de février, lors du Tour de la Communauté valencienne. Le 29 janvier 2021, il annonce mettre un terme à sa carrière de coureur à 24 ans. Il explique qu'il ne trouve plus aucun plaisir à pratiquer son métier.

## Palmarès et résultats

### Palmarès par année
| - 2013 - Circuito Cántabro Junior - 3e du Circuito Guadiana juniors - 2014 - Coupe d'Espagne juniors - Cursa Ciclista del Llobregat - 2016 - Coupe d'Espagne espoirs - Aiztondo Klasica - Leintz Bailarari Itzulia - 2e étape du Gran Premi Vila-real - 3e du Trophée Guerrita - 3e de la Coupe d'Espagne - 2017 - Un Invierno en Mallorca - Prueba Loinaz - 2e étape du Tour de Castellón - 2e du Pentekostes Saria - 2e du Gran Premio San Antonio - 2e du Mémorial Agustín Sagasti - 3e de l'Aiztondo Klasica | - 2018 - 3e étape du Tour d'Alicante - 2e étape du Tour de Guadalentín - Trofeu Abelardo Trenzano - 5e étape du Tour de León - Leintz Bailarari Itzulia - 4e étape du Tour de Valence - Oñati Proba - 2e du Tour d'Alicante - 2e du Xanisteban Saria - 3e de la Prueba Loinaz |

### Classement mondiaux
| Année                                 | 2019  | 2020 |
| ------------------------------------- | ----- | ---- |
| Classement mondial                    | 2072e | 638e |
| UCI Europe Tour                       | 1353e | 519e |
|                                       |       |      |
| Légende : nc = non classéSource : UCI |       |      |